# Gordon Schildenfeld
Gordon Schildenfeld (Šibenik, 18 de març de 1985) és un futbolista croat que juga de defensa.
Ha jugat als clubs Dinamo Zagreb, Beşiktaş JK, MSV Duisburg, Sturm Graz, Eintracht Frankfurt, Dynamo Moscou, PAOK Salònica FC, Panathinaikos FC i Anorthosis Famagusta. Durant uns anys fou internacional amb la selecció croata. Va començar com a futbolista al HNK Šibenik.

## Referències

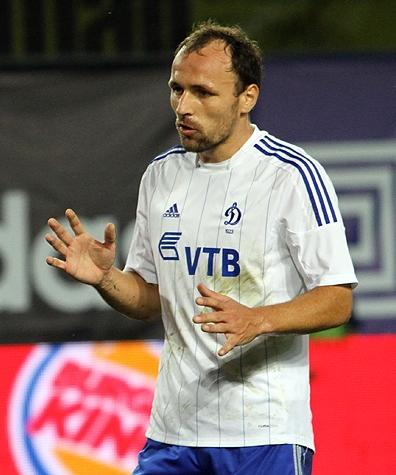
Gordon Schildenfeld el 2012.